# Nappe de l'Albien du bassin de Paris
Pour l’article homonyme, voir Nappe de l'Albien (Algérie).
La nappe de l'Albien du bassin de Paris est une nappe d'eau souterraine captive profonde présente dans une grande partie du Bassin parisien. Cette nappe, qui se trouve dans des aquifères du Crétacé inférieur, est en connexion hydraulique avec la nappe sous-jacente du Néocomien. Elle contient d'importantes réserves d'eau de bonne qualité, estimées à 700 milliards de m3. Elle s'étend sur plus de 80 000 km2. L'eau s'infiltre au niveau des affleurements de l'Albien, d'une part sur le pourtour oriental du bassin de Paris (Meuse, Haute-Marne, Aube, Yonne et nord du Berry), et d'autre part, sur sa limite ouest de dépôt sur une ligne approximative Lisieux-Blois. 
Les aquifères sont constituées par trois bancs de sable imbriqués (sables de Frécambault, sables des Drillons, sables verts). Ils sont isolés vers le haut par les argiles supérieures de l'Albien et vers le bas par les marnes ou argiles de l'Aptien-Barrémien.
Leur profondeur variable est au maximum au centre du bassin dans la région de Melun.
Exploitée depuis le milieu du XIXe siècle, elle a vu son niveau piézométrique baisser considérablement.
Le premier puits artésien dans la nappe de l'Albien, le puits de Grenelle, fut foré à Paris le 26 février 1841. L'eau jaillit à la cote - 501.
Après une période d'exploitation anomique, le décret-loi du 8 août 1935 relatif à la protection des eaux souterraines a permis de limiter les prélèvements. Les eaux de l'Albien ont alors été exploitées pour de l'alimentation en eau potable, de la géothermie basse température ou pour des activités industrielles notamment en région parisienne.
En 1999, par une modélisation des écoulements de la nappe et des datations notamment par le carbone 14, il a été démontré que l'âge de l'eau au droit de Paris était de l'ordre de 20 000 ans et qu'un écoulement continu au sein de l'aquifère existait depuis les affleurements vers le centre du bassin de Paris pour ensuite s'écouler vers la Manche par la vallée de la Seine et la baie de Somme.
L'exploitation de cette nappe (et de celle du Néocomien) est contrôlée dans le cadre du schéma directeur d'aménagement et de gestion des eaux (SDAGE) du bassin Seine-Normandie, qui fixe notamment un volume maximal annuel de prélèvement pour chaque département.
En 2003, le niveau des prélèvements s'élève à 22 millions de m3, dont 85,8 % sont réalisés dans quatre départements franciliens : Yvelines : 36,4 % ; Essonne : 17,6 % ; Hauts-de-Seine : 16,1 % ; Seine-Saint-Denis : 15,7 %.